# Simrockstraße 13 (Bonn)

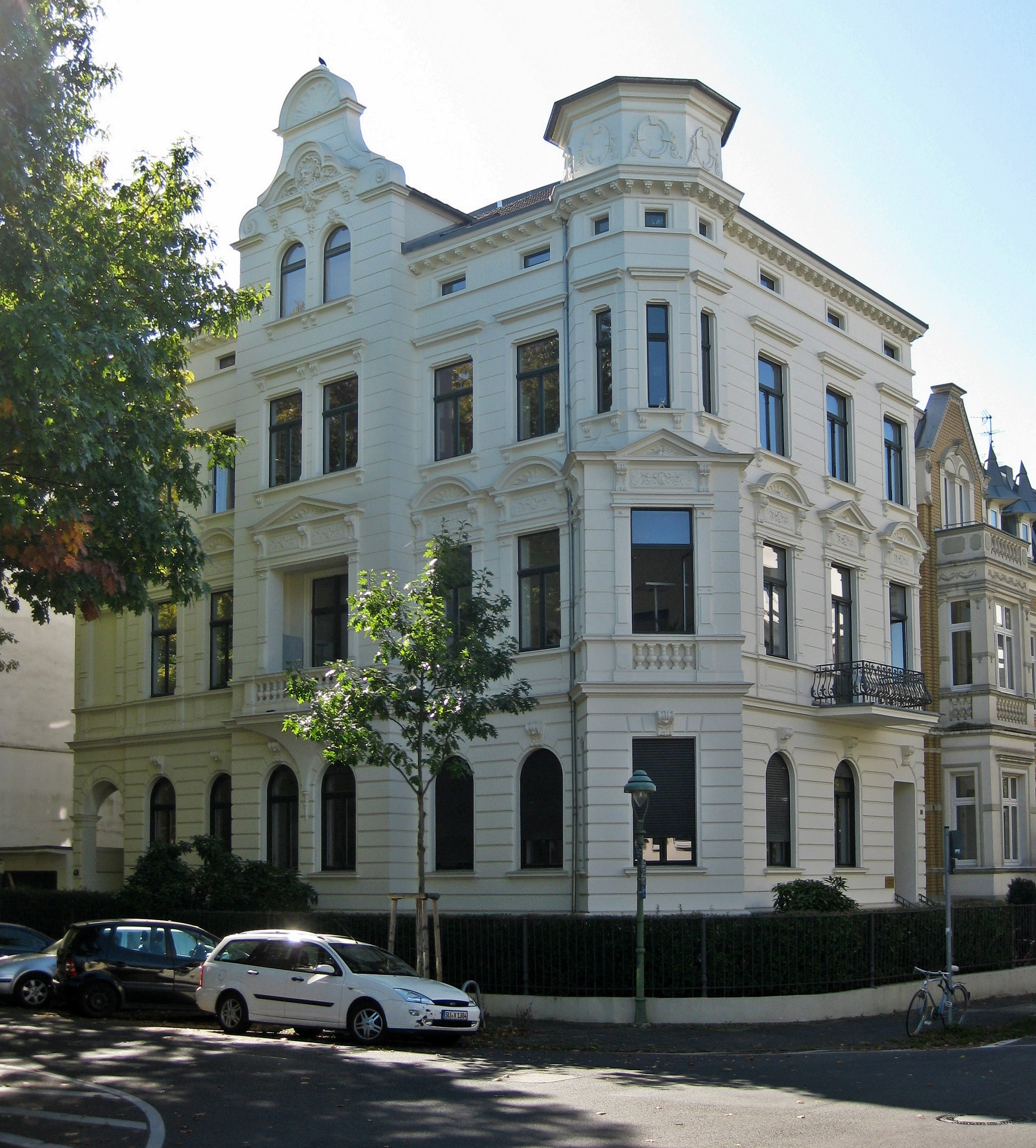
Villa Simrockstraße 13 (2011)

Das Gebäude Simrockstraße 13 ist ein Wohnhaus im Bonner Ortsteil Gronau, das 1897 errichtet wurde. Es liegt am Rande der Südstadt an der Ecke zur Buschstraße und ist Teil einer neun Häuser umfassenden Reihenhauszeile an der Simrockstraße. Das Haus umfasst drei Geschosse mit ausgebautem Dachgeschoss und steht als Baudenkmal unter Denkmalschutz.

## Geschichte
Das Wohnhaus entstand 1897 nach Plänen des Beueler Architekten Hermann Ritzefeld. 1913 wurde es zur Buschstraße hin aufgestockt und erweitert. Nachdem das Gebäude im Zweiten Weltkrieg Beschädigungen erlitten hatte, richtete die im Erdgeschoss wohnende Besitzerin in einer – in der Buschstraße angebauten – Garage ein Einzelhandelsgeschäft ein.
In den 1960er-Jahren wurden in allen Geschossen bauzeitliche Ausstattungsdetails entfernt. Die Eintragung des Gebäudes in die Denkmalliste der Stadt Bonn erfolgte im Frühjahr 1990. Das gesamte Wohnhaus war jetzt generalsaniert und als Bürogebäude genutzt. Das Milchgeschäft wurde geschlossen und wieder zur Garage.
Nach der Wiedervereinigung 1990 bezog die Landesvertretung des neu gegründeten Landes Thüringen, zuvor provisorisch an der Heussallee untergebracht, das am Rande des Parlaments- und Regierungsviertels gelegene Haus im März 1991 als Mietobjekt (→ Eintrag in der Liste der Landesvertretungen). Das Nachbargebäude Simrockstraße 15 wurde später hinzugemietet. Die Landesvertretung beschäftigte hier zunächst 15 und zuletzt 30 Mitarbeiter, in den beiden unteren Geschossen befanden sich die Arbeits- und im Dachgeschoss Schlafräume.
Im Zuge der Verlegung des Parlaments- und Regierungssitzes zog die Vertretung des Freistaates Thüringen im Sommer 1999 nach Berlin um. Das Haus wird heute als gemischtes Büro- und Wohngebäude genutzt.